# لیگ قهرمانان فوتسال آسیا
قهرمانی فوتسال آسیا (انگلیسی: AFC Futsal Club Championship) یک رقابت سالیانهٔ فوتسال است که از سال ۲۰۱۰ میلادی میان باشگاه‌های برتر برخی از کشورهای عضو کنفدراسیون فوتبال آسیا برگزار می‌شود.

## تاریخچه و شکل برگزاری
لیگ قهرمانان آسیا اولین بار به صورت یک دورهٔ آزمایشی در سال ۲۰۰۶ با حضور شش تیم برتر آسیا برگزار شد که طی آن باشگاه فوتسال شن‌سا ساوه توانست با شکست ۵–۱ آردوس ازبکستان به قهرمانی برسد.
اولین دورهٔ رسمی این مسابقات، در سال ۲۰۱۰ و زیر نظر کنفدراسیون فوتبال آسیا با حضور ده تیم در دو گروه پنج تیمی برگزار شد که طی آن دو تیم برتر هر گروه به نیمه نهایی صعود می‌کردند و سپس به صورت ضربدری برای رسیدن به فینال با هم مسابقه می‌دادند.
این مسابقات از سال ۲۰۱۱ تا ۲۰۱۴ با حضور هشت تیم و پس از آن با حضور ۱۲ تیم برگزار شد.

## تاریخچه نتایج
| سال         | میزبان                     | دیدار پایانی               | دیدار پایانی               | دیدار پایانی               | رده‌بندی                    | رده‌بندی                    | رده‌بندی                    | تعداد تیم‌ها                |
| سال         | میزبان                     | قهرمان                     | نتیجه                      | نایب قهرمان                | تیم سوم                    | نتیجه                      | تیم چهارم                  | تعداد تیم‌ها                |
| ----------- | -------------------------- | -------------------------- | -------------------------- | -------------------------- | -------------------------- | -------------------------- | -------------------------- | -------------------------- |
| ۲۰۱۰ جزئیات | اصفهان                     | فولاد ماهان                | ۵–۲                        | السد                       | ناگویا اوشنز               | ۶–۶ و. ا (۶–۵) پن.         | تای پورت                   | ۱۰                         |
| ۲۰۱۱ جزئیات | دوحه                       | ناگویا اوشنز               | ۳–۲ و. ا                   | شهید منصوری                | الصداقه                    | ۴–۴ و. ا (۴–۳) پن.         | الریان                     | ۸                          |
| ۲۰۱۲ جزئیات | کویت                       | گیتی‌پسند                   | ۲–۱                        | آردوس تاشکند               | ناگویا اوشنز               | ۴–۱                        | الریان                     | ۸                          |
| ۲۰۱۳ جزئیات | ناگویا / کوماکی            | چونبوری بلوویو             | ۱–۱ و. ا (۴–۱) پن.         | گیتی‌پسند                   | ناگویا اوشنز               | ۶–۴                        | شنژن نانلینگ               | ۸                          |
| ۲۰۱۴ جزئیات | چنگدو                      | ناگویا اوشنز               | ۵–۴ و. ا                   | چونبوری بلوویو             | دبیری                      | ۵–۵ وقت اضافه (۷–۶) پن.    | شنژن نانلینگ               | ۸                          |
| ۲۰۱۵ جزئیات | اصفهان                     | تأسیسات دریایی             | ۵–۴                        | القادسیه                   | تای سون نام                | ۷–۳                        | نفت الوسط                  | ۱۲                         |
| ۲۰۱۶ جزئیات | بانکوک                     | ناگویا اوشنز               | ۴–۴ و.ا (۶–۵) پن.          | نفت الوسط                  | چونبوری بلوویو             | ۶–۱                        | دیبا الحصن                 | ۱۲                         |
| ۲۰۱۷ جزئیات | هو شی مین                  | چونبوری بلوویو             | ۳–۲                        | گیتی‌پسند                   | تای سون نام                | ۶–۱                        | الریان                     | ۱۴                         |
| ۲۰۱۸ جزئیات | یوگیاکارتا                 | مس سونگون                  | ۴–۲                        | تای سون نام                | بانک بیروت                 | ۵–۳                        | نفت الوسط                  | ۱۶                         |
| ۲۰۱۹ جزئیات | بانکوک                     | ناگویا اوشنز               | ۲–۰                        | مس سونگون                  | تای سون نام                | ۶–۴                        | آلمالیق                    | ۱۶                         |
| ۲۰۲۰        | لغو به دلیل همه گیری کرونا | لغو به دلیل همه گیری کرونا | لغو به دلیل همه گیری کرونا | لغو به دلیل همه گیری کرونا | لغو به دلیل همه گیری کرونا | لغو به دلیل همه گیری کرونا | لغو به دلیل همه گیری کرونا | لغو به دلیل همه گیری کرونا |
| ۲۰۲۱        | لغو به دلیل همه گیری کرونا | لغو به دلیل همه گیری کرونا | لغو به دلیل همه گیری کرونا | لغو به دلیل همه گیری کرونا | لغو به دلیل همه گیری کرونا | لغو به دلیل همه گیری کرونا | لغو به دلیل همه گیری کرونا | لغو به دلیل همه گیری کرونا |
| ۲۰۲۲        | لغو به دلیل همه گیری کرونا | لغو به دلیل همه گیری کرونا | لغو به دلیل همه گیری کرونا | لغو به دلیل همه گیری کرونا | لغو به دلیل همه گیری کرونا | لغو به دلیل همه گیری کرونا | لغو به دلیل همه گیری کرونا | لغو به دلیل همه گیری کرونا |

## قهرمان‌ها

### برپایه کشور
| رتبه           | کشور           | قهرمانی | نایب قهرمانی | سومی | مجموع |
| -------------- | -------------- | ------- | ------------ | ---- | ----- |
| ۱              | ایران          | ۴       | ۴            | ۱    | ۹     |
| ۲              | ژاپن           | ۴       | ۰            | ۳    | ۷     |
| ۳              | تایلند         | ۲       | ۱            | ۱    | ۴     |
| ۴              | ویتنام         | ۰       | ۱            | ۳    | ۴     |
| ۵              | عراق           | ۰       | ۱            | ۰    | ۱     |
| ۵              | کویت           | ۰       | ۱            | ۰    | ۱     |
| ۵              | قطر            | ۰       | ۱            | ۰    | ۱     |
| ۵              | ازبکستان       | ۰       | ۱            | ۰    | ۱     |
| ۹              | لبنان          | ۰       | ۰            | ۲    | ۲     |
| مجموع افتخارات | مجموع افتخارات | ۱۰      | ۱۰           | ۱۰   | ۳۰    |

### برپایه باشگاه
| باشگاه                      | قهرمانی | نایب قهرمانی | سال قهرمانی          | سال نایب قهرمانی |
| --------------------------- | ------- | ------------ | -------------------- | ---------------- |
| ناگویا اقیانوس ژاپن (اوشنز) | ۴       | ۰            | ۲۰۱۴.۲۰۱۱ .۲۰۱۶،۲۰۱۹ | --               |
| چونبوری بلو ویو             | ۲       | ۱            | ۲۰۱۷.۲۰۱۳            | ۲۰۱۴             |
| گیتی‌پسند                    | ۱       | ۲            | ۲۰۱۲                 | ۲۰۱۷.۲۰۱۳        |
| مس سونگون                   | ۱       | ۱            | ۲۰۱۸                 | ۲۰۱۹             |
| فولاد ماهان                 | ۱       | ۰            | ۲۰۱۰                 | --               |
| تأسیسات دریایی              | ۱       | ۰            | ۲۰۱۵                 | --               |
| شهید منصوری قرچک            | ۰       | ۱            | --                   | ۲۰۱۱             |
| تای سون نام                 | ۰       | ۱            | --                   | ۲۰۱۸             |
| السد                        | ۰       | ۱            | --                   | ۲۰۱۰             |
| آردوس تاشکند                | ۰       | ۱            | --                   | ۲۰۱۲             |
| نفت الوسط                   | ۰       | ۱            | --                   | ۲۰۱۶             |
| القادسیه                    | ۰       | ۱            | --                   | ۲۰۱۵             |

## جوایز

### با ارزش ترین بازیکنان
| سال  | بازیکن          | باشگاه          |
| ---- | --------------- | --------------- |
| ۲۰۱۰ | وحید شمسایی     | فولاد ماهان     |
| ۲۰۱۱ | محمد کشاورز     | منصوری قرچک     |
| ۲۰۱۲ | محمد کشاورز     | گیتی پسند       |
| ۲۰۱۳ | سوفلوت توانیک   | چونبوری بلو ویو |
| ۲۰۱۴ | کائورو مورییاکا | ناگویا اوشنز    |
| ۲۰۱۵ | وحید شمسایی     | تأسیسات دریایی  |
| ۲۰۱۶ | فرهاد توکلی     | نفت الوسط       |
| ۲۰۱۷ | علی‌اصغر حسن‌زاده | گیتی پسند       |
| ۲۰۱۸ | مهدی جاوید      | بانک بیروت      |
| ۲۰۱۹ | توموکی یوشیکاوا | ناگویا اوشنز    |